# マネーの羅針盤
『マネーの羅針盤』（マネーのらしんばん）は、テレビ東京系列で2012年4月7日から2016年3月26日まで放送されていた報道番組である。第一商品の一社提供。

## 番組概要
「土曜の昼の新習慣。日本経済の明日を読み解くトピックス満載の経済番組」の通り経済番組であるが、テレビ東京ホームページでは「報道番組」とされている。
放送時間は、2014年3月29日放送分までは土曜12:05 - 12:25（BSジャパンでは12:05 - 12:30→13:35 - 14:00）であったが、同年4月5日放送分からテレビ東京系列地上波でも放送時間が5分延長されて、土曜12:05 - 12:30となった。

## 出演者

### メインキャスター
- 蟹瀬誠一（2012年4月7日 - ）
- 秋元才加（2014年4月5日 - ）
- 滝井礼乃（テレビ東京アナウンサー／2015年4月4日 - ）

### ニューヨーク中継
- 田中宏明

### ナレーション
- セイン・カミュ（2013年6月 - ）

### 過去の出演者
- 前田真理子（テレビ東京アナウンサー／2012年4月7日 - 9月29日）
- 塩田真弓（テレビ東京アナウンサー／2012年10月6日 - 2015年3月28日）

## 放送局
| 対象対象地域   | 放送局         | 系列           | 放送日時           | 備考       |
| -------------- | -------------- | -------------- | ------------------ | ---------- |
| 関東広域圏     | テレビ東京     | テレビ東京系列 | 土曜 12:05 - 12:30 | 制作局     |
| 北海道         | テレビ北海道   | テレビ東京系列 | 土曜 12:05 - 12:30 | 同時ネット |
| 愛知県         | テレビ愛知     | テレビ東京系列 | 土曜 12:05 - 12:30 | 同時ネット |
| 大阪府         | テレビ大阪     | テレビ東京系列 | 土曜 12:05 - 12:30 | 同時ネット |
| 岡山県・香川県 | テレビせとうち | テレビ東京系列 | 土曜 12:05 - 12:30 | 同時ネット |
| 福岡県         | TVQ九州放送    | テレビ東京系列 | 土曜 12:05 - 12:30 | 同時ネット |
| 全国           | BSジャパン     | BS放送         | 土曜 14:05 - 14:30 | 2時間遅れ  |

※BSジャパンは2013年3月30日までは同時ネットで放送されていたが、同年4月6日からは遅れネット（土曜 13:35 - 14:00）になった。2014年4月5日から放送時間が30分繰り下がって、現在の放送時間に。

## 備考
- なお、年末年始に当たる放送分は年内最後に当たる放送分を前番組である『田勢康弘の週刊ニュース新書』を1週休止して11:30に開始時間を繰り上げて12:25までの55分拡大版として放送されていた。年始分は大発会よりも前に当たる1月第1土曜日分はテレビ東京系の年始特番編成で休止して、1月第2土曜日を年始初回として放送していた。
- この後継番組はBSジャパンに制作･基幹局を変更して『日経FTサタデー9』に引き継がれている。